# Flemming Valdemar de Rosenborg
Le comte Flemming Valdemar Carl Axel de Rosenborg (9 mars 1922 - 19 juin 2002) était un ancien prince danois.

## Biographie
Le prince Flemming était le plus jeune fils et enfant du prince Axel de Danemark (lui-même fils du prince Valdemar de Danemark) et de la princesse Marguerite de Suède.
Il renonce à ses droits au trône et à son titre princier le 14 juin 1949 et prend le titre de comte de Rosenborg. Il a servi dans la marine royale danoise en tant que commandant. Le comte Flemming de Rosenborg avait quatre enfants et dix petits-enfants.

## Mariage
Il a épousé Alice Ruth Nielsen (Copenhague, 8 octobre 1924 - 25 juillet 2010) à Copenhague le 24 mai 1949 et a eu quatre enfants :
- Comte Valdemar Georg Flemming Kai Axel de Rosenborg (né à Copenhague le 24 janvier 1950[1]), il a épousé Jane Glarborg le 24 mai 1975 et a divorcé en 1986 ; ils ont eu deux enfants. Il a épousé Jutta Beck le 10 décembre 1988 et ils ont eu deux enfants.
- Comte Birger Valdemar Georg Flemming Kai Axel, comte de Rosenborg (né à Copenhague le 24 janvier 1950), il épousa Minna Benedicta Tillisch le 19 octobre 1974 et eut une fille[1]. Il divorce en 1978 et épouse Susanne Kristensen le 28 novembre 1981. Ils ont divorcé en 1990. Il épousa en troisième lieu Lynne Denise Sharpe le 4 mars 2000.
- Comte Carl Johan Valdemar Georg Flemming Kai Axel de Rosenborg (né à Copenhague le 30 mai 1952[1]) a épousé Dorritt Olsen le 3 septembre 1982 et a divorcé en 1986 ; ils ont eu une fille. Il a épousé Colette Cabral le 19 novembre 1994 et a divorcé en 2004 ; ils ont eu une fille. Il a épousé Lisa Jeanne Stollar le 20 septembre 2013 et ils ont divorcé en 2016.
- Comtesse Désirée Märtha Ingeborg de Rosenborg (né à Copenhague le 2 février 1955[1]). Elle a épousé Fergus Stewartson Smith le 23 mai 1981[2], ils ont eu une fille, se sont séparés en 1984 et ont divorcé en 1987. Elle épousa Peter Rindom le 6 février 1988 et ils eurent deux fils.

## Titulature
- 9 mars 1922 - 24 mai 1949 : Son Altesse le prince Flemming Valdemar de Danemark[1]
- 24 mai 1949 - 19 juin 2002 : comte Flemming Valdemar de Rosenborg[1]